# Break the Rules
„Break the Rules” este un cântec a cântăreței britanice Charli XCX, lansat ca al doilea single de pe al doilea ei album de studio Sucker. Piesa a avut premierea pe contul lui XCX de SoundCloud pe data de 18 august 2014, iar videoclipul oficial a fost lansat pe data de 25 august 2014.
Piesa a fost lansată în Regatul Unit pe data de 12 octombrie 2014. Cosmopolitan a trecut piesa pe numarul 5 pe lista sa de cele mai bune piese din 2014.

## Lista pieselor
- Digital download[2]

1. "Break the Rules" — 3:23

- Digital download – Remixes[3]

1. "Break the Rules" (Tiësto Remix) — 4:25
2. "Break the Rules" (ODESZA Remix) — 4:00
3. "Break the Rules" (Broods Remix) — 2:52

- CD single[4]

1. "Break the Rules" — 3:23
2. "Break the Rules" (Tiësto Remix) — 4:25

- Schoolies Edition EP[5]

1. "Break the Rules" — 3:23
2. "Break the Rules" (Tiësto Remix) — 4:25
3. "Break the Rules" (ODESZA Remix) — 4:00
4. "Break the Rules" (Broods Remix) — 2:52
5. "Boom Clap" — 2:49

## Clasamente
| Clasament (2014-15)                                      | Poziție maximă |
| -------------------------------------------------------- | -------------- |
| Australia (ARIA)                                         | 10             |
| Austria (Ö3)                                             | 6              |
| Belgia (Ultratop Flanders)                               | 17             |
| Belgia (Ultratop Wallonia)                               | 14             |
| Canada (Canadian Hot)                                    | 69             |
| Cehia (Rádio)                                            | 22             |
| Franța (SNEP)                                            | 13             |
| Germania (Official German Charts)                        | 4              |
| Irlanda (IRMA)                                           | 46             |
| Japonia (Japan Hot 100)                                  | 62             |
| Noua Zeelandă (RMNZ)                                     | 31             |
| Norvegia (VG-lista)                                      | 34             |
| Polonia (Dance Top)                                      | 42             |
| Elveția (Schweizer Hitparade)                            | 13             |
| Regatul Unit (OCC)                                       | 35             |
| Statele Unite ale Americii (Billboard Hot 100)           | 91             |
| Statele Unite ale Americii (Mainstream Top 40 Billboard) | 27             |
| Statele Unite ale Americii (Dance Club Songs Billboard)  | 36             |

## Certificări
| Țara      | Companie | Certificații (vânzări) |
| --------- | -------- | ---------------------- |
| Australia | (ARIA)   | 70,000                 |

Note
- reprezintă „disc de platină”;

## Datele lansărilor
| Țară                       | Dată              | Format                                               | Casă de discuri  | Ref.   |
| -------------------------- | ----------------- | ---------------------------------------------------- | ---------------- | ------ |
| Canada                     | 19 august 2014    | Descărcare digitală                                  | Atlantic Records | [ 6 ]  |
| Statele Unite ale Americii | 19 august 2014    | Descărcare digitală                                  | Atlantic Records | [ 7 ]  |
| Regatul Unit               | 12 octombrie 2014 | Descărcare digitală                                  | Atlantic Records | [ 8 ]  |
| Finlanda                   | 17 octombrie 2014 | Descărcare digitală                                  | Atlantic Records | [ 9 ]  |
| Suedia                     | 17 octombrie 2014 | Descărcare digitală                                  | Atlantic Records | [ 10 ] |
| Australia                  | 21 noiembrie 2014 | CD single; titled Break The Rules: Schoolies Edition | Atlantic Records | [ 11 ] |
| Germania                   | 16 ianuarie 2015  | CD single                                            | Atlantic Records | [ 12 ] |